# Rashan Gary
Rashan Abdul Gary (geboren am 3. Dezember 1997 in Plainfield, New Jersey) ist ein US-amerikanischer American-Football-Spieler auf der Position des Outside Linebackers. Er spielte College Football für die University of Michigan und steht seit 2019 bei den Green Bay Packers in der National Football League (NFL) unter Vertrag.

## Frühe Jahre und College
Gary besuchte zunächst die Scotch Plains-Fanwood High School, bevor er für seine letzten beiden Highschooljahre auf die Paramus Catholic High School in Paramus, New Jersey, wechselte. Er wurde 2015 von USA Today als Defensive Player of the Year an der Highschool ausgezeichnet. Gary galt als einer der besten Spieler seines Jahrgangs, alle vier größeren College-Recruiting-Websites führten ihn als Nummer 1 im Jahrgang 2016.
Ab 2016 ging Gary auf die University of Michigan, um College Football für die Michigan Wolverines zu spielen. Als Freshman spielte er in allen 13 Partien und kam auf 27 Tackles, davon fünf für Raumverlust, und einen Sack. Seine beste Saison bei den Wolverines spielte Gary in seinem zweiten Jahr, als er Stammspieler war und mit 66 Tackles, davon zwölf für Raumverlust, und sechs Sacks überzeugen konnte. Er wurde in das All-Star-Team der Big Ten Conference gewählt. Wegen einer Schulterverletzung verpasste Gary in der Saison 2018 drei Partien und konnte in zwei weiteren Partien nur begrenzt eingesetzt werden. Er verzeichnete 38 Tackles sowie 3,5 Sacks und wurde erneut in die All-Star-Auswahl der Big Ten gewählt. Vor dem letzten Spiel der Saison gab Gary seine Anmeldung für den NFL Draft im kommenden Frühling bekannt.

## NFL
Gary wurde im NFL Draft 2019 an zwölfter Stelle von den Green Bay Packers ausgewählt. In seiner Rookiesaison kam Gary nicht über eine Rolle als Rotationsspieler hinaus und wurde bei knapp einem Viertel aller defensiven Snaps eingesetzt, da die Packers zuvor mit Preston Smith und Za’Darius Smith auf seiner Position zwei erfahrene Spieler verpflichtet hatten. Gary verzeichnete als Rookie 21 Tackles, zwei Sacks und einen eroberten Fumble. Auch in seiner zweiten Saison blieb Gary Ergänzungsspieler, in dieser Rolle konnte er 2020 mehr von sich überzeugen und erzielte fünf Sacks. Durch den verletzungsbedingten Ausfall von Za’Darius Smith ging Gary als Stammspieler in die Saison 2021. Er erzielte 9,5 Sacks. Infolge seiner bis dahin stärksten Saison entschlossen die Packers sich dazu, die Fifth-Year-Option von Garys Rookievertrag zu ziehen. In der Saison 2022 verzeichnete Gary in neun Spielen sechs Sacks und damit den Höchstwert in seinem Team, zog sich aber bei der Niederlage gegen die Detroit Lions am neunten Spieltag einen Kreuzbandriss zu und fiel daher für den Rest der Spielzeit aus.

## NFL-Statistiken
| Saison                             | Saison | Spiele | Spiele      | Tackles | Tackles | Tackles | Tackles | Interceptions | Interceptions | Interceptions | Interceptions | Interceptions | Fumbles | Fumbles | Fumbles |
| Jahr                               | Team   | Spiele | als Starter | Gesamt  | Solo    | Ast     | Sacks   | PD            | INT           | Yds           | Lng           | TD            | FF      | FR      | TD      |
| ---------------------------------- | ------ | ------ | ----------- | ------- | ------- | ------- | ------- | ------------- | ------------- | ------------- | ------------- | ------------- | ------- | ------- | ------- |
| 2019                               | GB     | 16     | 0           | 21      | 13      | 8       | 2,0     | 0             | 0             | 0             | 0             | 0             | 0       | 1       | 0       |
| 2020                               | GB     | 15     | 4           | 35      | 19      | 16      | 5,0     | 1             | 0             | 0             | 0             | 0             | 0       | 1       | 0       |
| 2021                               | GB     | 16     | 16          | 47      | 27      | 20      | 9,5     | 0             | 0             | 0             | 0             | 0             | 2       | 1       | 0       |
| 2022                               | GB     | 9      | 9           | 32      | 21      | 11      | 6,0     | 1             | 0             | 0             | 0             | 0             | 1       | 1       | 0       |
| 2023                               | GB     | 17     | 17          | 44      | 23      | 21      | 9,0     | 2             | 0             | 0             | 0             | 0             | 2       | 2       | 0       |
| 2024                               | GB     | 17     | 13          | 47      | 26      | 21      | 7,5     | 1             | 0             | 0             | 0             | 0             | 1       | 1       | 0       |
| Gesamt                             | Gesamt | 90     | 59          | 226     | 129     | 97      | 39,0    | 5             | 0             | 0             | 0             | 0             | 6       | 7       | 0       |
| Quelle: pro-football-reference.com |        |        |             |         |         |         |         |               |               |               |               |               |         |         |         |